# Freeke Moes
Freeke Moes (Breda, 29 de noviembre de 1998) es una jugadora neerlandesa de hockey sobre césped.

## Trayectoria
Moes tuvo su primera participación en los Juegos Olímpicos en la edición de París 2024. En el torneo derrotó a China en la final y obtuvo la medalla de oro.